# 1457 en Angleterre
Chronologie de l'Angleterre
- 1453
- 1454
- 1455
- 1456
- 1457
- 1458
- 1459
- 1460
- 1461

Cette page concerne l'année 1457 du calendrier julien.

## Naissances en 1457
- 28 janvier : Henri VII, roi d'Angleterre
- Date inconnue :
  - Marmaduke Constable, courtisan
  - Richard Grey, chevalier
  - George Neville, 1er duc de Bedford
  - Reginald West, 8e baron de la Warr (en) et 5e baron West (en)

## Décès en 1457
- 8 juillet : Robert Neville, évêque de Durham
- Date inconnue : 
  - Nicholas Upton, clerc
  - William Whetenhall, shérif de Londres